# North Texas Film Critics Association Awards 2017
14. ročník předávání cen asociace North Texas Film Critics Association se konal dne 18. prosince 2017. Nominace byly oznámeny dne 6. prosince 2017.

## Vítězové a nominovaní

### Nejlepší film
Akta Pentagon: Skrytá válka
- Baby Driver
- Pěkně blbě
- Dunkerk
- The Florida Project
- Logan: Wolverine
- Lady Bird
- Tvář vody
- Uteč
- Tři billboardy kousek za Ebbingem

### Nejlepší režisér
Guillermo del Toro – Tvář vody
- Greta Gerwig – Lady Bird
- Steven Spielberg – Akta Pentagon: Skrytá válka
- Jordan Peele – Uteč
- Sean Baker – The Florida Project
- Aaron Sorkin – Velká hra
- Christopher Nolan – Dunkerk
- Patty Jenkins – Wonder Woman
- Denis Villeneuve – Blade Runner 2049
- Joe Wright – Nejtemnější hodina

### Nejlepší herec v hlavní roli
Gary Oldman – Nejtemnější hodina
- James Franco – The Disaster Artist: Úžasný propadák
- Tom Hanks – Akta Pentagon: Skrytá válka
- Daniel Kaluuya – Uteč
- Jake Gyllenhaal – Silnější
- Hugh Jackman – Logan: Wolverine
- James McAvoy – Rozpolcený
- Kumail Ninjiani – Pěkně blbě
- Robert Pattinson – Dobrý časy
- Jeremy Renner – Wind River
- Andy Serkis – Válka o planetu opic

### Nejlepší herečka v hlavní roli
Frances McDormandová – Tři billboardy kousek za Ebbingem
- Sally Hawkins – Tvář vody
- Jessica Chastainová – Velká hra
- Judi Dench – Victoria a Abdul
- Gal Gadotová – Wonder Woman
- Jennifer Lawrenceová – Matka!
- Brooklyn Prince – The Florida Project
- Margot Robbie – Já, Tonya
- Emma Stoneová – Souboj pohlaví
- Saoirse Ronan – Lady Bird
- Meryl Streep – Akta Pentagon: Skrytá válka

### Nejlepší herec ve vedlejší roli
Sam Rockwell – Tři billboardy kousek za Ebbingem
- Willem Dafoe – The Florida Project
- Steve Carell – Souboj pohlaví
- Daniel Craig – Loganovi parťáci
- Bryan Cranston – Poslední mise
- Idris Elba – Velká hra
- Will Poulter – Detroit
- Ray Romano – Pěkně blbě
- Mark Rylance – Dunkerk
- Patrick Stewart – Logan: Wolverine

### Nejlepší herečka ve vedlejší roli
Laurie Metcalf – Lady Bird
- Holly Hunter – Pěkně blbě
- Kristin Scott Thomas – Nejtemnější hodina
- Octavia Spencer – Tvář vody
- Mary J. Blige – Mudbound
- Allison Janney – Já, Tonya
- Nicole Kidman – Zabití posvátného jelena
- Tatiana Maslany – Silnější
- Tilda Swinton – Okja
- Bria Vinaite – The Florida Project
- Allison Williams – Uteč

### Nejlepší dokument
Jane
- Abacus: Small Enough to Jail
- Chasing Coral
- Město duchů
- Slzy Sýrie
- Step
- Nepříjemné pokračování: Nebát se říct pravdu

### Nejlepší cizojazyčný film
Raw
- First They Killed My Father
- Odnikud
- Menaše
- Čtverec

### Nejlepší animovaný film
Coco
- Živitel
- Auta 3
- Já, padouch 3
- LEGO Batman film
- S láskou Vincent

### Nejlepší kamera
Roger Deakins – Blade Runner 2049 
- Hoyte van Hoytema – Dunkerk
- Dan Laustsen – Tvář vody
- Thimios Bakatakis – Zabití posvátného jelena
- Matthew Jensen – Wonder Woman
- Janusz Kaminski – Akta Pentagon: Skrytá válka
- Michael Seresin – Válka o planetu opic

### Nejlepší nováček
Brooklynn Prince – The Florida Project

### Nejlepší obsazení
Akta Pentagon: Skrytá válka